# Kuwait Emir Cup
Der Kuwait Emir Cup ist ein nationaler kuwaitischer Fußballwettbewerb. Der Pokalwettbewerb wird seit 1962 ausgetragen. Organisiert wird der Wettbewerb von der Kuwait Football Association.

## Sieger
| Jahr | Sieger                                        | Ergebnis                | Finalist        |
| ---- | --------------------------------------------- | ----------------------- | --------------- |
| 1962 | al-Arabi                                      | 7:1                     | al Qadsia       |
| 1963 | al-Arabi                                      | 1:0                     | al Kuwait SC    |
| 1964 | al-Arabi                                      | 2:1                     | al Qadsia       |
| 1965 | al Qadsia                                     | 3:1                     | al-Arabi        |
| 1966 | al-Arabi                                      | 2:0                     | al Salmiya Club |
| 1967 | al Qadsia                                     | 4:2                     | al-Arabi        |
| 1968 | al Qadsia                                     | 2:1                     | al-Arabi        |
| 1969 | al-Arabi                                      | 2:1                     | al Kuwait SC    |
| 1970 | al-Yarmouk SC                                 | 2:1                     | al-Arabi        |
| 1971 | al-Arabi                                      | 2:1                     | al Kuwait SC    |
| 1972 | al Qadsia                                     | 2:1                     | al-Arabi        |
| 1973 | al-Yarmouk SC                                 | 0:0 (n. V.) 4:2 (n. E.) | al Salmiya Club |
| 1974 | al Qadsia                                     | 1:0                     | al-Arabi        |
| 1975 | al Qadsia                                     | 2:1                     | al Kuwait SC    |
| 1976 | al Kuwait SC                                  | 1:0                     | al Qadsia       |
| 1977 | al Kuwait SC                                  | 2:1                     | al Qadsia       |
| 1978 | al Kuwait SC                                  | 4:1                     | al Salmiya Club |
| 1979 | al Qadsia                                     | 2:1                     | Kazma SC        |
| 1980 | al Kuwait SC                                  | 3:2                     | Kazma SC        |
| 1981 | al-Arabi                                      | 1:0                     | al Kuwait SC    |
| 1982 | Kazma SC                                      | 6:1                     | al Kuwait SC    |
| 1983 | al-Arabi                                      | 2:1                     | Kazma SC        |
| 1984 | Kazma SC                                      | 2:0                     | al Tadhamon SC  |
| 1985 | al Kuwait SC                                  | 2:2 (n. V.) 4:2 (n. E.) | Kazma SC        |
| 1986 | Al-Fahaheel SC                                | 3:0                     | Kazma SC        |
| 1987 | al Kuwait SC                                  | 4:2                     | al Tadhamon SC  |
| 1988 | al Kuwait SC                                  | 1:0                     | Kazma SC        |
| 1989 | al Qadsia                                     | 2:1                     | al-Arabi        |
| 1990 | Kazma SC                                      | 1:1 (n. V.) 4:2 (n. E.) | al-Arabi        |
| 1991 | keine Austragung wegen des zweiten Golfkriegs |                         |                 |
| 1992 | al-Arabi                                      | 1:1 (n. V.) 3:2 (n. E.) | al Qadsia       |
| 1993 | al Salmiya Club                               | 5:0                     | al-Yarmouk SC   |
| 1994 | al Qadsia                                     | 2:0                     | al Tadhamon SC  |
| 1995 | Kazma SC                                      | 1:0                     | al-Arabi        |
| 1996 | al-Arabi                                      | 2:1                     | Al-Jahra SC     |
| 1997 | Kazma SC                                      | 2:0                     | al Qadsia       |
| 1998 | Kazma SC                                      | 3:1                     | al-Arabi        |
| 1999 | al-Arabi                                      | 2:1                     | al-Sahel SC     |
| 2000 | al-Arabi                                      | 2:1                     | al Tadhamon SC  |
| 2001 | al Salmiya Club                               | 3:1                     | Kazma SC        |
| 2002 | al Kuwait SC                                  | 1:0                     | Al-Jahra SC     |
| 2003 | al Qadsia                                     | 2:2 (n. V.) 4:1 (n. E.) | al Salmiya Club |
| 2004 | al Qadsia                                     | 2:0                     | al Kuwait SC    |
| 2005 | al-Arabi                                      | 1:1 (n. V.) 6:5 (n. E.) | Kazma SC        |
| 2006 | al-Arabi                                      | 2:0                     | al Qadsia       |
| 2007 | al Qadsia                                     | 5:0                     | al Salmiya Club |
| 2008 | al-Arabi                                      | 2:1 (n. V.)             | al Salmiya Club |
| 2009 | al Kuwait SC                                  | 2:1                     | al-Arabi        |
| 2010 | al Qadsia                                     | 0:0 (n. V.) 4:1 (n. E.) | al Kuwait SC    |
| 2011 | Kazma SC                                      | 1:0                     | al Kuwait SC    |
| 2012 | al Qadsia                                     | 1:0                     | Kazma SC        |
| 2013 | al Qadsia                                     | 3:0                     | Al-Jahra SC     |
| 2014 | al Kuwait SC                                  | 1:1 (n. V.) 4:3 (n. E.) | al Qadsia       |
| 2015 | al Qadsia                                     | 1:0                     | al Salmiya Club |
| 2016 | al Kuwait SC                                  | 3:1                     | al-Arabi        |
| 2017 | al Kuwait SC                                  | 4:2                     | Kazma SC        |
| 2018 | al Kuwait SC                                  | 3:0                     | al-Arabi        |
| 2019 | al Kuwait SC                                  | 2:0                     | al Qadsia       |
| 2020 | al-Arabi                                      | 2:1 (n. V.)             | al Kuwait SC    |
| 2021 | al Kuwait SC                                  | 1:0                     | al Qadsia       |
| 2022 | Kazma SC                                      | 2:1                     | al Salmiya Club |
| 2023 | al Kuwait SC                                  | 3:0 (n. V.)             | Kazma SC        |
| 2024 | al Qadsia Kuwait                              | 1:0                     | al Salmiya Club |
| 2025 |                                               | -:-                     |                 |

## Rangliste
| Mannschaft      | Sieger | Saison                                                                                               |
| --------------- | ------ | --- |
| al Qadsia       | 17     | 1965, 1967, 1968, 1972, 1974, 1975, 1979, 1989, 1994, 2003, 2004, 2007, 2010, 2012, 2013, 2015, 2024 |
| al-Arabi        | 16     | 1962, 1963, 1964, 1966, 1969, 1971, 1981, 1983, 1992, 1996, 1999, 2000, 2005, 2006, 2008, 2020       |
| al Kuwait SC    | 16     | 1976, 1977, 1978, 1980, 1985, 1987, 1988, 2002, 2009, 2014, 2016, 2017, 2018, 2019, 2021, 2023       |
| Kazma SC        | 8      | 1982, 1984, 1990, 1995, 1997, 1998, 2011, 2022                                                       |
| al Salmiya Club | 2      | 1993, 2001                                                                                           |
| al-Yarmouk SC   | 2      | 1970, 1973                                                                                           |
| Al-Fahaheel SC  | 1      | 1986                                                                                                 |